# Rivedoux-Plage
Rivedoux-Plage ist eine französische Gemeinde mit 2428 Einwohnern (Stand 1. Januar 2022) an der Südostküste der Île de Ré an der Atlantikküste in der Region Nouvelle-Aquitaine im Département Charente-Maritime.
Der Ort liegt auf einer Höhe von 0 bis 16 m, verfügt über eine Fläche von 4,52 km² und ist die erste erreichte Gemeinde, wenn man bei La Rochelle das Festland verlässt und über die Pont de l’île de Ré auf die Île de Ré fährt. Die Brücke wurde 1988 fertiggestellt und machte die bis dahin eingesetzten Fährschiffe entbehrlich.
Im Norden des Ortes, gegenüber der Küste des  Département Vendée, liegt ein breiter, mehrere Kilometer langer Sandstrand, teilweise mit einer kleinen Steilküste. Einen weiteren großen Strand gibt es an der Südostküste, gegenüber von La Rochelle und der Île d’Oléron. Hier sind auch noch Reste einer ehemaligen Fischschleuse zu sehen. Ebenfalls von hier kann man den Leuchtturm Phare de Chauveau bei Niedrigwasser zu Fuß erreichen.
|  |  |

## Wirtschaft
Der Ort lebt im Wesentlichen von Fischerei, Seetourismus Wassersport und Weinanbau.
Im fruchtbaren Osten der Insel wird auf mehr oder weniger großen Parzellen Landwirtschaft betrieben. Auf der Insel werden überwiegend Kartoffeln, Gemüse und Wein angebaut. Der leichte bis mittelschwere Sandboden erlaubt den Anbau von Kartoffelsorten, die es in Frankreich sonst nicht gibt. Sie sind die einzigen Kartoffeln in ganz Frankreich, die das Prädikat A.O.C. tragen dürfen. Das Gemüse wird frankreichweit unter der eigens geschaffenen und geschützten Herkunftsbezeichnung Île de Ré vermarktet.
Auch der Tourismus ist ein wichtiger Wirtschaftszweig. Es gibt eine größere Anzahl von Hotels und Campingplätzen.

## Geschichte
Im Jahre 1627 landeten die Engländer unter Herzog Buckingham auf der Insel bei Rivedoux-Plage und Sablanceaux. Jean de Saint-Bonnet, Marquis de Toiras (1585–1636), regierte die Insel seinerzeit. Unter schweren Bedingungen gelang es ihm, die Engländer zurückzuschlagen und die Insel wieder zu befreien.

### Bevölkerungsentwicklung
| Jahr                       | 1962 | 1968 | 1975 | 1982 | 1990 | 1999 | 2007 | 2016 |
| Einwohner                  | 573  | 635  | 737  | 900  | 1163 | 1754 | 2260 | 2285 |
| Quellen: Cassini und INSEE |      |      |      |      |      |      |      |      |

## Sehenswürdigkeiten
Siehe: Liste der Monuments historiques in Rivedoux-Plage